# Organon model

Organon model

Organon model (z řečtiny „nástroj“) je znázorněním řeči podle německého lingvisty a psychologa Karla Bühlera. Byl poprvé vydán v roce 1934 v Německu a až v roce 1990 byl přeložen i do angličtiny. Bühler v něm zahrnuje odesílatele, příjemce a předměty a míněná skutečnost.

## Model
Bühler znázornil svůj Organon model dvakrát. Ten je vyobrazený vpravo nahoře. Pokud se ovšem mluví o Bühlerově Organon modelu, je na mysli tento diagram.
V diagramu mají jeho části tyto role:
-  Kruh uprostřed znázorňuje určitý zvukový jev řeči.
- Trojúhelník (Z) znázorňuje řečový znak (Zeichen). Hrany trojúhelníku reprezentují informace, které si přijemce (Empfänger) domyslí při komunikaci.
- Rohy trojúhelníku (apperzeptive Ergänzung) znázorňují informace, které si příjemce musí domyslet.
- Části kruhu, které jsou za hranicemi trojúhelníku (abstraktive Relevanz) znázorňují informace, které si příjemce při komunikaci odmyslí.
Bühler také rozeznává tři funkce, podle toho, která z nich je v popředí:
- výrazová (v popředí odesílatel)
- výzvová (v popředí příjemce)
- zobrazovací (v popředí předměty a míněná skutečnost)
Jan Mukařovský také přidává funkci estetickou, která se zabývá výstavbou jazykového znaku.